# Wapen van Kortgene

Het wapen van de voormalige gemeente Kortgene

Het wapen van Kortgene werd gebruikt van 31 juli 1817 tot 1 april 1941, op die dag fuseerde de gemeente samen met  de voormalige gemeentes Colijnsplaat en Kats tot de nieuwe gemeente Kortgene. In 1941 werd het oude wapen met een nieuw blazoen aangevraagd, dat wapen werd tot 1995 gebruikt, want op 31 december 1994 is de gemeente opgegaan in de gemeente Noord-Beveland. 

## Geschiedenis
Voordat de gemeente Kortgene bestond gebruikte de heerlijkheid Kortgene het wapen al. De gemeente heeft het wapen overgenomen, ook na de gemeentelijke fusie met Colijnsplaat en Kats bleef het wapen gehandhaafd.
Het wapen werd op 20 februari 1816 bij Koninklijk Besluit aan Kortgene toegekend. Op 31 juli 1817 werd dit besluit bevestigd, waarmee toestemming verleend werd om het wapen te gaan voeren. Op 28 december 1960 werd per Koninklijk Besluit het oude wapen opnieuw aan te gemeente toe te kennen, op 23 januari 1961 werd dit besluit bevestigd. De omschrijving van het oude wapen werd hierop wel deels aangepast.
Na de gemeentelijke fusie op 1 januari 1995 zijn twee van de drie sterren van het wapen van Kortgene overgegaan naar het wapen van Noord-Beveland.

## Blazoen
Kortgene heeft twee wapens gehad, het eerste wapen werd gebruikt tussen 1817 en 1960, het tweede wapen werd op 28 december 1960 aan de gemeente toegekend. De twee wapens waren exact gelijk aan elkaar.

### Eerste wapen
De beschrijving van het eerste wapen luidde als volgt:
Gepaald van zilver en sabel van zes stukken en een schildhoofd van azuur,  beladen met drie zespuntige sterren van goud, staande naast elkaar.
Het wapen heeft afwisselend zilveren en zwarte palen, in totaal zes stuks. Het schilhoofd is blauw van kleur met daarin drie, naast elkaar geplaatste, gouden sterren. De sterren hebben elk zes punten. 

### Tweede wapen
Per 28 december 1960 luidde de beschrijving van het wapen van de gemeente Kortgene als volgt:
Gepaald van zilver en sabel van 6 stukken en een schildhoofd van azuur beladen met 3 zespuntige sterren van goud, staande naast elkaar.
Het wapen is exact gelijk aan het vorige wapen van Kortgene.

## Verwante wapens

Wapen van Noord-Beveland
Wapen van Wissenkerke
Wapen van Kats

Aagtekerke
· Aardenburg
· Arnemuiden
· Axel
· Baarland
· Bath
· Biervliet
· Biggekerke
· Bloois
· Bommenede
· Borssele
· Boschkapelle
· Botland
· Breskens
· Brigdamme
· Brijdorpe
· Brouwershaven
· Bruinisse
· Burgh
· Buttinge
· Cadzand
· Clinge
· Colijnsplaat
· Domburg
· Dreischor
· Driewegen
· Duiveland
· Duivendijke
· Elkerzee
· Ellemeet
· Ellewoutsdijk
· Eversdijk
· Gapinge
· Graauw en Langendam
· 's-Gravenpolder
· Grijpskerke
· Groede
· Haamstede
· 's-Heer Abtskerke
· 's-Heer Arendskerke
· 's-Heer Hendrikskinderen
· 's-Heerenhoek
· Heille
· Heinkenszand
· Hengstdijk
· Hoedekenskerke
· Hoek
· Hontenisse
· Hoofdplaat
· Hoogelande
· IJzendijke
· Kapelle
· Kats
· Kattendijke
· Kerkwerve
· Klaaskinderkerke
· Kleverskerke
· Kloetinge
· Koewacht
· Kortgene
· Koudekerke
· Krabbendijke
· Kruiningen
· Looperskapelle
· Maire
· Mariekerke
· Meliskerke
· Middenschouwen
· Nieuw- en Sint Joosland
· Nieuwerkerk
· Nieuwerkerke
· Nieuwlande
· Nieuwvliet
· Nisse
· Noordgouwe
· Noordwelle
· Oostburg
· Oosterland
· Oostkapelle
· Oost-Souburg
· Oost- en West-Souburg
· Ossenisse
· Oud-Vossemeer
· Oudelande
· Ouwerkerk
· Overslag
· Ovezande
· Philippine
· Poortvliet
· Renesse
· Rengerskerke en Zuidland
· Retranchement
· Rilland
· Rilland-Bath
· Ritthem
· Sas van Gent
· Scherpenisse
· Schoondijke
· Schore
· Serooskerke (Schouwen-Duiveland)
· Serooskerke (Veere)
· Sinoutskerke en Baarsdorp
· Sint Anna ter Muiden
· Sint-Annaland
· Sint Jansteen
· Sint Kruis
· Sint Laurens
· Sint-Maartensdijk
· Sint Philipsland
· Sirjansland
· Sluis
· Sluis-Aardenburg
· Stavenisse
· Stoppeldijk
· Valkenisse (Walcheren)
· Valkenisse (Zuid-Beveland)
· Vogelwaarde
· Vrouwenpolder
· Waarde
· Waterlandkerkje
· Wemeldinge
· West-Souburg
· Westdorpe
· Westenschouwen
· Westerschouwen
· Westkapelle
· Westkapelle-Buiten en Sirpoppekerke
· Westkerke
· Wissekerke
· Wissenkerke
· Wolphaartsdijk
· Yerseke
· Zaamslag
· Zierikzee
· Zonnemaire
· Zoutelande
· Zuiddorpe
· Zuidzande
· Zwake

Dorpswapens: Geersdijk
· Hansweert
· Kamperland